# 토머스 E. 왓슨
토머스 에드워드 왓슨(영어: Thomas Edward Watson, 1856년 9월 5일~1922년 9월 26일)은 미국의 정치인이다.

## 학력
- 머서 대학교

## 경력
- 1875 변호사 자격 취득
- 1876 맥더피 카운티 톰슨 변호사 개업
- 1882.11 ~ 1883 제87대 조지아 하원의원
- 1888 민주당 대통령 선거인단
- 1891.03 ~ 1893.03 제52대 미국 조지아 제10선거구 하원의원
- 맥더피 카운티 톰신 변호사 개업
- 1921.03 ~ 1922.09 제67대 미국 조지아 연방상원의원

## 역대 선거 결과
| 선거명        | 직책명                       | 대수 | 정당   | 득표율 | 득표수 (선거인단)  | 결과 | 당락                   |
| ------------- | ---------------------------- | ---- | ------ | ------ | ------------------ | ---- | ---------------------- |
| 1882년 선거   | 상원의원 (조지아 선거구)     | 87대 | 민주당 | 0%     | 표                 | 1위  | 조지아 주의원 당선     |
| 1890년 선거   | 하원의원 (조지아 제10선거구) | 52대 | 민주당 | 90.14% | 5,456표            | 1위  | 조지아주 하원의원 당선 |
| 1892년 선거   | 하원의원 (조지아 제10선거구) | 53대 | 인민당 | 40.96% | 12,330표           | 2위  | 낙선                   |
| 1894년 선거   | 하원의원 (조지아 제10선거구) | 54대 | 인민당 | 39.29% | 13,530표           | 2위  | 낙선                   |
| 1895년 재선거 | 하원의원 (조지아 제10선거구) | 54대 | 인민당 | 45.84% | 8,644표            | 2위  | 낙선                   |
| 1896년 선거   | 미국의 부통령                | 24대 | 인민당 | 46.73% | 6,511,495표 (27명) | 3위  | 낙선                   |
| 1898년 선거   | 하원의원 (조지아 제10선거구) | 56대 | 인민당 | 1.46%  | 34표               | 2위  | 낙선                   |
| 1900년 선거   | 하원의원 (조지아 제10선거구) | 57대 | 인민당 | 4.32%  | 262표              | 2위  | 낙선                   |
| 1904년 선거   | 미국의 대통령                | 26대 | 인민당 | 0.84%  | 114,070표 (0명)    | 5위  | 낙선                   |
| 1908년 선거   | 미국의 대통령                | 27대 | 인민당 | 0.19%  | 28,862표 (0명)     | 6위  | 낙선                   |
| 1911년 재선거 | 상원의원 (조지아 제3부)      | 62대 | 민주당 | 3.18%  | 7표                | 3위  | 낙선                   |
| 1920년 선거   | 상원의원 (조지아 제3부)      | 67대 | 민주당 | 94.90% | 124,630표          | 1위  | 조지아주 상원의원 당선 |